# Angursa antarctica
Angursa antarctica är en djurart som tillhör fylumet trögkrypare, och som beskrevs av Santiago Villora-Moreno 1998. Angursa antarctica ingår i släktet Angursa och familjen Halechiniscidae. Inga underarter finns listade i Catalogue of Life.